# 9637 Перріроуз
9637 Перріроуз (9637 Perryrose) — астероїд головного поясу, відкритий 9 серпня 1994 року.
Тіссеранів параметр щодо Юпітера — 3,495.